# شهاب‌الدین دمنهوری
ابوالعبّاس احمد بن عبدالهادی دمنهوری، شهرت‌یافته به شهاب‌الدین دمنهوری (۱۳۳۳ - ۱۳۸۵م) ادیب و شاعر مصری در سدهٔ هشتم هجری بود.